# Love Story (альбом гурту Брати Гадюкіни)
«Love story» — альбом українського гурту «Брати Гадюкіни», виданий у 2007 році лейблом Астра Рекордс.

## Композиції
1. Роксоляна
2. Клофелін
3. Дівчина з Коломиї
4. Аріведерчі Рома
5. Звьоздочка Моя
6. Приїдь до мене у Мостиська
7. 117-та стаття
8. Дупа Джалізовая
9. Місячне сяйво твого тіла
10. Було не любити
11. Ми ходили-дили-дили
12. Соломія
13. Весілля
14. Лібідо
15. Жовті стрічки